# Wilhelm Augst

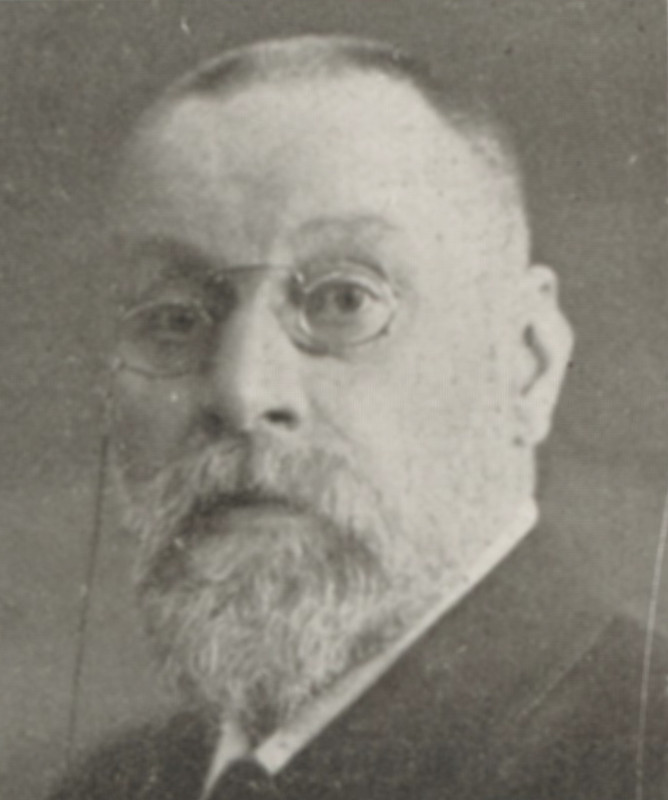
Wilhelm August, um 1913

Carl Friedrich Wilhelm Augst (* 12. April 1853 in Ilshofen; † 28. Juli 1913 in Gerabronn) war Kupferschmied und Mitglied des Deutschen Reichstags. 

## Leben
Augst besuchte die Volksschule und erhielt Privatunterricht in Ilshofen. Als Lehrling war er im elterlichen Hause tätig. Zwischen 1870 und 1878 war er Arbeiter und Geschäftsführer in Nord- und Süddeutschland mit einer Unterbrechung wegen seiner Militärzeit beim württembergischen Pionierbataillon von 1873 bis 1876. Ab 1889 war er Direktor des fränkischen Kohlenkonsumvereins und Gemeinderat in Gerabronn.
Von November 1895 bis 1903 war er Mitglied des Deutschen Reichstags für den Wahlkreis Württemberg 12 (Gerabronn, Crailsheim, Mergentheim, Künzelsau) und die Demokratische Volkspartei. In der Reichstagswahl 1907 unterliegt er knapp in der Stichwahl dem Kandidaten des Bundes der Landwirte. Ab 1907 bis zu seinem Tod war er Mitglied in der Zweiten Kammer der Württembergischen Landstände und vertrat den Wahlkreis Gerabronn.